# 1131 هـ
1131 هـ هي سنة في التقويم الهجري امتدت مقابلةً في التقويم الميلادي بين سنتي 1718 و1719.

## مواليد
- البجيرمي
- مستقيم زاده

## وفيات
- سلطان الثاني اليعربي